# Frank McCann
 (septembre 2023).
La mise en forme du texte ne suit pas les recommandations de Wikipédia : il faut le « wikifier ».
Les points d'amélioration suivants sont les cas les plus fréquents. Le détail des points à revoir est peut-être précisé sur la page de discussion.
- Les titres sont pré-formatés par le logiciel. Ils ne sont ni en capitales, ni en gras.
- Le texte ne doit pas être écrit en capitales (les noms de famille non plus), ni en gras, ni en italique, ni en « petit »…
- Le gras n'est utilisé que pour surligner le titre de l'article dans l'introduction, une seule fois.
- L'italique est rarement utilisé : mots en langue étrangère, titres d'œuvres, noms de bateaux, etc.
- Les citations ne sont pas en italique mais en corps de texte normal. Elles sont entourées par des guillemets français : « et ».
- Les listes à puces sont à éviter, des paragraphes rédigés étant largement préférés. Les tableaux sont à réserver à la présentation de données structurées (résultats, etc.).
- Les appels de note de bas de page (petits chiffres en exposant, introduits par l'outil «  Source ») sont à placer entre la fin de phrase et le point final[comme ça].
- Les liens internes (vers d'autres articles de Wikipédia) sont à choisir avec parcimonie. Créez des liens vers des articles approfondissant le sujet. Les termes génériques sans rapport avec le sujet sont à éviter, ainsi que les répétitions de liens vers un même terme.
- Les liens externes sont à placer uniquement dans une section « Liens externes », à la fin de l'article. Ces liens sont à choisir avec parcimonie suivant les règles définies. Si un lien sert de source à l'article, son insertion dans le texte est à faire par les notes de bas de page.
- La présentation des références doit suivre les conventions bibliographiques. Il est recommandé d'utiliser les modèles {{Ouvrage}}, {{Chapitre}}, {{Article}}, {{Lien web}} et/ou {{Bibliographie}}. Le mode d'édition visuel peut mettre en forme automatiquement les références.
- Insérer une infobox (cadre d'informations à droite) n'est pas obligatoire pour parachever la mise en page.

Pour une aide détaillée, merci de consulter Aide:Wikification.
Si vous pensez que ces points ont été résolus, vous pouvez retirer ce bandeau et améliorer la mise en forme d'un autre article.
Francis Daniel McCann, plus connu sous le nom de Frank McCann (Lackawanna, 15 décembre 1938 - Durham, 2 avril 2021,) était un historien américain spécialisé dans les actions du Brésil pendant la Seconde Guerre mondiale. Il était professeur à l'Université du New Hampshire,,.
Professeur émérite de relations internationales à l'UFF, il était qualifié de « un grand Américain et un grand ami du Brésil ».
Ses domaines d'intérêt sont l'Amérique latine, la culture militaire brésilienne et les relations internationales, la révolution mexicaine, l'Église catholique et les peuples autochtones des États-Unis comme les Iroquois et les Pueblos.

## Vie et carrière
Issu d'une famille irlando-américaine, il a développé dès son enfance un grand intérêt pour l'histoire, en particulier pour la nation iroquoise. Son intérêt a été éveillé lorsqu'il a visité le Fort Ticonderoga et d'autres sites historiques avec son frère Bernard et son père Francis Daniel. Sa mère, Kay Moran, est décédée quand il avait 8 ans. Il a passé des heures à lire sur l'histoire à la Bibliothèque Lackawanna. Il était également un bon archer et coureur de marathon, participant même à l'équipe catholique de cross-country de l'ouest de New York. Il était un Boy Scout et a atteint le rang d'Eagle Scout, le plus élevé parmi les Scouts de la BSA,.
Il a vécu un certain temps au Nouveau-Mexique, où il est entré en contact avec des ruines indigènes, des danses et d'autres expressions culturelles, comme le pow-wow.
Il est diplômé de l'Université de Niagara en 1960. Il est devenu maître de la Kent State University en 1962 et docteur de l'Université d'Indiana en 1967. Il a complété ses études postdoctorales à l'Université de Princeton.
Il a rencontré sa future épouse, Diane, au cours de ses études de premier cycle, avec qui il a eu deux filles, Tibi et Kaydee.
En 1965, encouragé par des étudiants tels que Teresinha Souto Ward et George Fodor, il accepte la première des quatre bourses de la Fondation Fulbright et s'installe avec sa femme et ses enfants à Rio de Janeiro.
En 1972, il a commencé à enseigner à l'Université du New Hampshire, où il est resté jusqu'en 2017. Là, il a fondé et dirigé le UNH Center for International Perspectives (Centre UNH pour les perspectives internationales). Il a également enseigné à River Falls et à l'Académie militaire des États-Unis à West Point, où il a été promu capitaine de l'armée. Il a également été professeur émérite à l'Université du Nouveau-Mexique, à l'Université de Brasilia et à l'Université fédérale de Rio de Janeiro.
Décédé le 2 avril 2021 des suites d'un accident vasculaire cérébral. Parmi les personnes qui lui ont rendu hommage figurait le vice-président du Brésil de l'époque, Hamilton Mourão. Il fut enterré avec les honneurs le 6 à Durham.

## Brasilianiste militaire
Célèbre brasilianiste, il a écrit le livre Soldados da Pátria, sur la mentalité et la politique interne de l'armée brésilienne pendant la période de formation qui a suivi la guerre du Paraguay et la proclamation de la dictature de l'Estado Novo de Getúlio Vargas en 1937. Cette époque de formation a consolidé l’armée en tant qu’institution, dotée de sa propre volonté et de sa propre voix, conduisant à la chute de l’Empire et de la dictature de Vargas. L'un des événements marquants de cette période fut la création de la revue A Defesa Nacional. Frank a également écrit un autre grand ouvrage, le livre Aliança Brasil-Estados Unidos 1937-1945, étudiant les relations entre le Brésil et les États-Unis; Publié pour la première fois en 1974, il était candidat à une mention honorable pour le prix Bolton et lauréat du prix Bernath 1975. Il a été publié au Brésil par la Biblioteca do Exército (Bibliex). L'un des commentaires de McCann était l'invitation faite au Brésil de participer à l'administration de l'Autriche occupée à la fin de la Seconde Guerre mondiale,. Selon McCann, l'affaire a été rejetée par l'armée en Italie et l'invitation n'a même pas atteint le niveau de Getúlio.
En plus de la bibliographie de référence, Frank McCann a également publié plusieurs périodiques et a été invité à écrire des chapitres de livres, généralement axés sur le Force expéditionnaire brésilien. Parmi ces différentes contributions, il y a le dernier chapitre de la 3ème édition (révisée et augmentée) du livre A Luta dos Pracinhas: A FEB 50 années après - une vision critique, de Joel Silveira et Thassilo Mitke. Dans sa revue Brazil and World War II: The Forgotten Ally. What did you do in the war, Zé Carioca?, McCann apporte une vision globale de la participation du Brésil à la Seconde Guerre mondiale, analysant la pensée stratégique des dirigeants brésiliens, tels que Góis Monteiro et Getúlio Vargas, et leurs actions dans l'Atlantique Sud et en Italie. Le texte analyse brièvement l'aviation brésilienne, mais son accent principal est mis sur l'élément terrestre. Concernant la division expéditionnaire, McCann a conclu :

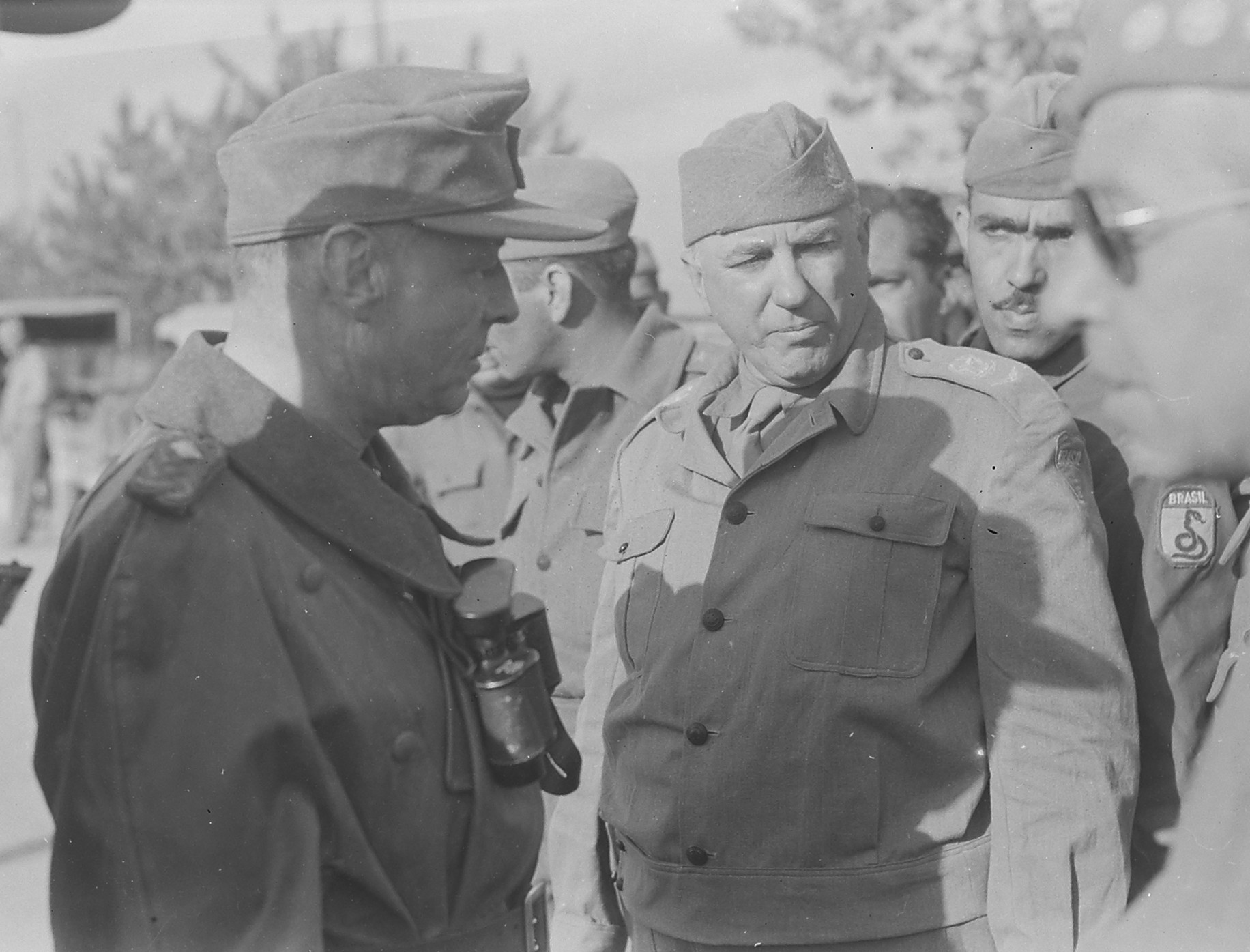
Le Generalleutnant Otto Fretter-Pico (à gauche) se rend au général Olímpio Falconière da Cunha (au centre) de la 1re Division d'infanterie expéditionnaire.

La FEB accomplit toutes les missions qui lui étaient assignées et se compare favorablement aux divisions américaines du Quatrième Corps. Malheureusement, le fort symbolisme de Monte Castello a éclipsé la victoire de la FEB à Montese le 16 avril, au cours de laquelle ils ont pris la ville après une bataille épuisante de quatre jours, faisant 426 pertes. Dans les jours suivants, elle combattit la 148e division allemande et les divisions fascistes italiennes Monte Rosa, San Marco et Italia, qui se rendirent au général Mascarenhas les 29 et 30 avril. En quelques jours, les Brésiliens arrêtèrent et rendirent 2 généraux, 800 officiers et 14 700 soldats. La 148e fut la seule division allemande intacte à se rendre sur ce front. Bien qu'ils aient été peu préparés et aient servi sous commandement étranger, contre un ennemi aguerri au combat, les « "Smoking Cobras » (Cobras fumants), comme on surnommait la FEB, avaient montré, comme le disait l'une de leurs chansons, la « fibre de l'armée brésilienne » et la "la grandeur de notre peuple". (McCann, 1995, p. 15) 
La chanson mentionnée par McCann est Fibra de Heroi,. Les deux généraux capturés par la FEB étaient le Generalleutnant Otto-Fretter Pico et le général Mario Carloni.
D'autres livres moins connus incluent Modern Brazil: Elites and Masses in Historical Perspective (Le Brésil moderne : élites et masses dans une perspective historique), co-écrit avec Michael L. Conniff, et A Nação Armada: Ensaios sobre a História do Exército Brasileiro (La nation armée : essais sur l'histoire de l'armée brésilienne). Son dernier livre était Brazil and the United States During World War II and Its Aftermath: Negotiating Alliance and Balancing Giants (Le Brésil et les États-Unis pendant la Seconde Guerre mondiale et ses conséquences : Négocier une alliance et équilibrer les géants), publié le 6 octobre 2018 par Palgrave MacMillan.
Le gouvernement brésilien a reconnu son engagement dans l'étude du pays, en lui accordant le titre de Commandeur de l'Ordre de Rio Branco (1987) et la Médaille du Pacificateur (1995). Le professeur Frank McCann parlait couramment le portugais.

## Périodiques
- Brazil and World War II: The Forgotten Ally. What did you do in the war, Zé Carioca?, University of New Hampshire, 1995[5].
- Airlines and Bases: Aviation Diplomacy; The United States and Brazil, 1939-1941, Inter-American Economic Affairs, 1968[5].
- The Rise and Fall of the Brazilian-American Military Alliance, 1942-1977, University of New Hampshire, 2015[23].

## Prix
- Commandeur de l'Ordre de Rio Branco (1987)[2]
- Médaille du Pacificateur (1995)[2]

## Voir également
- Estado Novo
- Armée de terre brésilienne
- Force expéditionnaire brésilienne